# ایوان تانر
ایوان تانر (انگلیسی: Evan Tanner; ۱۱ فوریهٔ ۱۹۷۱ – ۵ سپتامبر ۲۰۰۸) ورزشکار هنرهای رزمی ترکیبی اهل ایالات متحده آمریکا بود. وی بین سال‌های ۱۹۹۷ تا ۲۰۰۸ میلادی فعالیت می‌کرد.